# Wyręby Sklęczkowskie
Wyręby Sklęczkowskie – część miasta Kutna na wschodnim krańcu miasta, na lewym brzegu rzeki Ochni, w okolicy ulic Górnej i Wschodniej.

## Historia
Dawniej samodzielna miejscowość (wieś). Od 1867 w gminie Krzyżanówek. W okresie międzywojennym należały do powiatu kutnowskiego w woj. warszawskim. 20 października 1933 utworzono gromadę Psurze w granicach gminy Krzyżanówek, składającą się ze wsi Psurze i wsi Wyręby Sklęczkowskie.  1 kwietnia 1939 wraz z całym powiatem kutnowskim przeniesione do woj. łódzkiego. Podczas II wojny światowej włączone do III Rzeszy.
Po wojnie Wyręby Sklęczkowskie powróciły do powiatu kutnowskiego w województwie łódzkim, nadal jako składowa gromady Psurze, jednej z 27 gromad gminy Krzyżanówek. W związku z reorganizacją administracji wiejskiej jesienią 1954, weszły w skład nowej gromady Kutno, a po jej zniesieniu 29 lutego 1956 – do gromady Bielawki. Gromadę Bielawki  zniesiono 1 lipca 1968, a Wyręby Sklęczkowskie włączono do nowo utworzonej gromady Kutno-Wschód. W 1971 roku wraz ze Sklęczkami liczyły 375 mieszkańców.
Od 1 stycznia 1973 w gminie Kutno jako część sołectwa Sklęczki. W latach 1975–1976 miejscowość należała administracyjnie do województwa płockiego.
2 lipca 1976 Wyręby Sklęczkowskie włączono do Kutna.